# Shamier Anderson
Shamier Anderson (Toronto, 1991. május 6. –) kanadai színész.
Ismertebb alakításai Xavier Dolls amerikai rendőrbíróhelyettes a Wynonna Earp című tévésorozatban, Trevante Cole az Invázió című sorozatban, valamint Mr. Senki a John Wick: 4. felvonás (2023) című akciófilmben.

## Fiatalkora és tanulmányai
1991. május 6-án született Torontóban. Van egy Stephan James nevű bátyja, aki szintén színész. A Wexford Collegiate School for the Arts-ban végzett ontariói ösztöndíjasként, majd kriminológiát tanult, és fegyverekkel képezte magát, mielőtt elkezdett volna színészkedni. A Wing Chun Kung Fu harcművészetben szerzett képzettséget. Anderson szülei a jamaicai Spanish Townból származnak.
Filmes karrierjét 2010-ben kezdte.
Jelenleg Los Angelesben él.

## Filmográfia

### Filmek
| Év   | Magyar cím              | Eredeti cím          | Szerep                 | Magyar hang               |
| ---- | ----------------------- | -------------------- | ---------------------- | ------------------------- |
| 2010 |                         | Nostrum              | R.I.P.                 |                           |
| 2012 |                         | The Barrens          | Dave                   |                           |
| 2015 | Bátrak városa           | Bravetown            | Brandon                | Géczi Zoltán              |
| 2015 |                         | Across the Line      | Carter Slaughter       |                           |
| 2016 | Race – A legendák ideje | Race                 | Eulace Peacock         |                           |
| 2018 |                         | Love Jacked          | Malcolm                |                           |
| 2018 | Pusztító                | Destroyer            | Antonio                | Debreczeny Csaba          |
| 2018 | Hazugságok városa       | City of Lies         | David "D. Mack" Mack   | Fehér Tibor               |
| 2019 | Lezárások, kezdetek     | Endings, Beginnings  | Jonathan               |                           |
| 2020 |                         | Son of the South     | Reggie                 |                           |
| 2020 | Megsebezve              | Bruised              | Immaculate             | Galambos Péter            |
| 2021 | A potyautas             | Stowaway             | Michael Adams          | Papp Dániel               |
| 2021 | Ébrenlét                | Awake                | Dodge                  | Varga Gábor               |
| 2023 | John Wick: 4. felvonás  | John Wick: Chapter 4 | Nyomkövető / Mr. Senki | Varga Rókus (1. szinkron) |
| 2023 | John Wick: 4. felvonás  | John Wick: Chapter 4 | Nyomkövető / Mr. Senki | Varga Gábor (2. szinkron) |
| 2025 | Ólomkatona              | Tin Soldier          | Kivon Jackson          | Egressy G. Tamás          |

### Televíziós sorozatok
| Év        | Magyar cím                | Eredeti cím                    | Szerep                  | Megjegyzések                         |
| --------- | ------------------------- | ------------------------------ | ----------------------- | ------------------------------------ |
| 2010      |                           | Overruled!                     | Ed                      | visszatérő szerep (3. évad) 6 epizód |
| 2010      | Rocktábor 2. – A záróbuli | Camp Rock 2: The Final Jam     | Camp Star táncos        | tévéfilm                             |
| 2011      | Sharpay csillogó kalandja | Sharpay's Fabulous Adventure   | főtáncos                | tévéfilm                             |
| 2011      | Pláza Mikulások           | Desperately Seeking Santa      | hipszter Jeremy         | tévéfilm                             |
| 2011      |                           | Todd and the Book of Pure Evil | Lon                     | 1 epizód                             |
| 2011      |                           | Skins                          | Warren                  | 1 epizód                             |
| 2011      |                           | King                           | Duncan                  | 1 epizód                             |
| 2011      | A Degrassi gimi           | Degrassi: The Next Generation  | Thug                    | 1 epizód                             |
| 2012      | Elveszett lány            | Lost Girl                      | Evan                    | 1 epizód                             |
| 2012      | Hope klinika              | Saving Hope                    | Isaac Wolfe             | 1 epizód                             |
| 2012      | Kékpróba                  | Rookie Blue                    | Curtis Payne            | 1 epizód                             |
| 2013      |                           | Played                         | Adam "Monk" Williams    | 1 epizód                             |
| 2013–2014 |                           | The Next Step                  | Chris                   | főszereplő                           |
| 2014      | A kiválasztottak          | The Tomorrow People            | Mike                    | 1 epizód                             |
| 2014      |                           | Intruders                      | Gary Fischer fiatalon   | 1 epizód                             |
| 2014      | Az ellenállás városa      | Defiance                       | Crisp közlegény         | 4 epizód                             |
| 2014      |                           | Not With My Daughter           | rendőrtiszt             | tévéfilm                             |
| 2015      | Constantine               | Constantine                    | Adam                    | 1 epizód                             |
| 2016      |                           | Slasher                        | Caleb                   | 1 epizód                             |
| 2016      |                           | Killjoys                       | Arune Hyponia           | 1 epizód                             |
| 2016      | A legnagyobb dobás        | Pitch                          | Trevor Davis            | 1 epizód                             |
| 2016–2018 |                           | Wynonna Earp                   | Xavier Dolls            | főszereplő (1-3. évad)               |
| 2017      |                           | Trailer Park Boys              | Sammy O.G.              | 2 epizód                             |
| 2017      | Sorsdöntő lövés           | Shots Fired                    | Maceo Terry             | 3 epizód magyar hangja Jakab Csaba   |
| 2018      |                           | Dear White People              | Trevor King             | 1 epizód                             |
| 2019      | Góliát                    | Goliath                        | Anton / Dario Blackwood | 7 epizód                             |
| 2020      |                           | Soulmates                      | Adam                    | 1 epizód                             |
| 2021–     | Invázió                   | Invasion                       | Trevante Cole           | főszereplő                           |